# سیارک ۳۱۶۰
سیارک ۳۱۶۰ (به انگلیسی: 3160 Angerhofer، نامگذاری:1980LE) سه هزار و صد و شصتمین سیارک کشف شده‌است که در ۱۴ ژوئن ۱۹۸۰ کشف شد.
قدر مطلق سیارک برابر ۱۳٫۵۰ است.